# Carla Dupuy
Carla Daniela Dupuy (Lanús, 18 de septiembre de 1988) es una exjugadora argentina de hockey sobre césped.

## Trayectoria
Dupuy debutó con la camiseta de Las Leonas en el año 2009. Con su selección se coronó campeona del Champions Trophy en los años 2009 y 2016. También se consagró campeona de la Liga Mundial de Hockey en el año 2015.

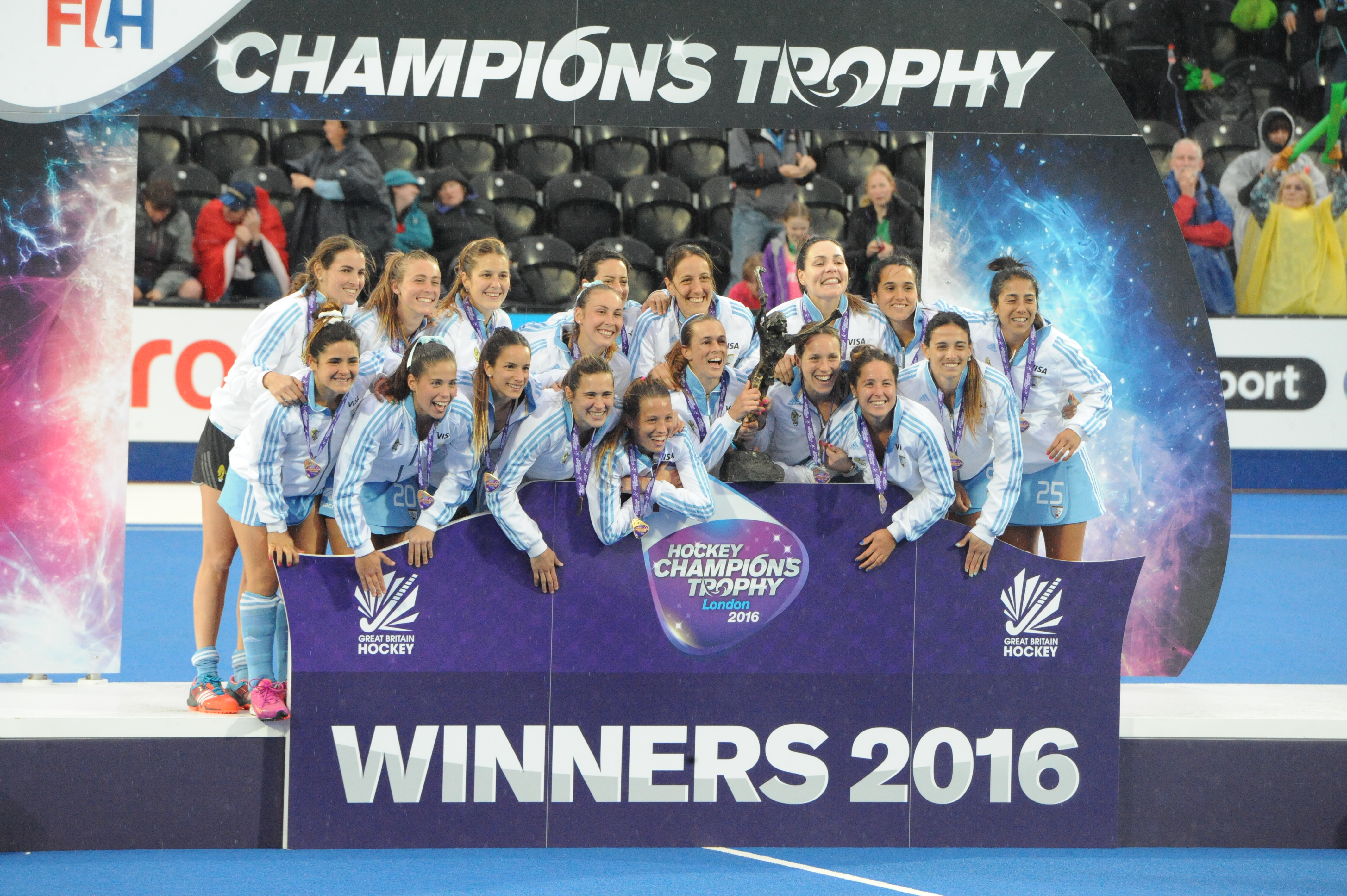
Celebración de la obtención del Champions Trophy 2016.